# 阿部輝夫
阿部 輝夫（あべ てるお、1944年10月3日 - ）は、日本の精神科医。

## 略歴
宮城県生まれ。順天堂大学医学部卒。1977年「躁うつ病の慢性化に関与する要因の多元的研究」で医学博士。順天堂大学精神科助教授、米・コーネル大学精神科Human Sexual Program研究員、順天堂大学付属浦安病院勤務を経て、1996年「あべメンタルクリニック」を開業、同院長。

## 著書
- 『セックスパワーの高め方』ごま書房 1996
- 『セックスレス・カウンセリング』小学館 1997
- 『セックスレスの精神医学』2004 ちくま新書
- 『スローからイマジンセックスへ 快適・健康・生活を考える』ごま書房 2008